# Frank Ankersmit

Frank Ankersmit, 2017

Franklin Rudolf Ankersmit (* 20. März 1945 in Diepenveen bei Deventer, Niederlande) ist ein niederländischer Historiker für Geistesgeschichte und Geschichtstheorie und Professor im Ruhestand an der Universität Groningen.
Der Spross einer Textilindustriellenfamilie studierte nach dem Militärdienst Geschichte und Philosophie an der Universität Groningen bis zur Promotion 1981. Von 1974 (?) bis 1992 war er Assistant Professor, dann wurde er zum ordentlichen Professor berufen und 2010 emeritiert. Seit 1986 ist er Mitglied der Königlich Niederländischen Akademie der Wissenschaften (KNAW). 2011 wurde er zum Ehrendoktor der Universität Gent und zum ordentlichen Mitglied der Academia Europaea gewählt. 2009 erhielt er den Orden von Oranien-Nassau. Er begründete und gab bis 2017 das Journal of the Philosophy of History heraus. 2008 wurde ihm der niederländische Socratesbeker verliehen.

## Themen
Ankersmit beschäftigt sich hauptsächlich mit zeitgenössischer Geschichtsschreibung, Geschichtsphilosophie und der historischen Methode. Seine zentralen Begriffe sind Narration, Metapher und Repräsentation. Dabei will er anders als White den missverständlichen Begriff der Narration durch die Repräsentation ersetzen, den er von Leibniz überträgt. In vielen Aspekten knüpft er an das Werk von Johan Huizinga an, der er wegen der Metaphorik seines Denkens und des narrativ strukturierten Textes von Herbst des Mittelalters sowie aufgrund seiner theoretischen Arbeiten zu der Vorläufern postmoderner Geschichtsschreibung zählt. Zu den Kontrahenten zählt u. a. der Historiker Richard J. Evans In Defense of History (1997).

## Politik
Ankersmit war Mitglied der liberalen Partei VVD und Autor des Liberalen Manifests. 2009 verließ er die Partei, weil deren Übergang zum Neoliberalismus zur „Rückkehr des mittelalterlichen Feudalismus führe“. Minister Alexander Pechtold berief ihn in einer Kommission zur Demokratiestärkung. 2016 trat er in die Partei Forum voor Democratie ein, die er aus der Kritik an fehlender innerparteilicher Demokratie 2017 wieder verließ.

## Werke
- Narrative Logic. A Semantic Analysis of the Historian’s Language (1983)
- De Navel vaan de geschiedenis: over interpretatie, representatie en historische realiteit (1989)
- The reality effect in the writing of history: the dynamics of historiographical topology, Amsterdam, Noordhollandsche, 1990[6]
- The Historical Experience (1993)
- History and Tropology: The Rise and Fall of Metaphor. University of California Press (1994), 2021, ISBN 978-0-520-35646-7
- A New Philosophy of History (1995), ISBN 978-0-226-02099-0
- Aesthetic Politics. Political Philosophy Beyond Fact and Value (1997) ISBN 978-0-8047-2729-7
- Historical Representation (Cultural Memory in the Present), Stanford, Stanford/Cambridge, 2002, ISBN 978-0-8047-3979-5
- Political Representation(Cultural Memory in the Present), Stanford, Stanford/Cambridge, 2002, ISBN 978-0-8047-3981-8
- De sublieme historische ervaring (The Sublime Historical Experience, 2005)
  - Von der historischen Erfahrung, 2012, ISBN 978-3-88221-291-4